# Новочеркасский промышленно-гуманитарный колледж
Новочеркасский промышленно-гуманитарный колледж (ГБПОУ РО «НПГК») был основан в Новочеркасске в 1946 году.
НПГК — региональный многопрофильный колледж — крупнейшее в России образовательное учреждение среднего профессионального образования повышенного уровня квалификации. Колледж обеспечивает подготовку и переподготовку специалистов по 25 лицензированным специальностям на многоуровневой (ступенчатой) и многопрофильной основе по авторским учебным планам и образовательным программам на четырёх основных факультетах: электротехническом, технологическом, педагогическом и экономическом. Систематическое проведение маркетинговых исследований рынка интеллектуальных (образовательных) услуг позволяет колледжу гибко реагировать на конъюнктуру рынка труда.
Подготовлено и переподготовлено свыше 25000 высококвалифицированных специалистов для предприятий различных форм собственности.
Контингент студентов ежегодно составляет более 2500 человекИстория колледжа
В 1946 году на базе Новочеркасского электровозостроительного завода (НЭВЗ) был открыт НЭМТ. Началась подготовка по 3 специальностям. И уже через 2 года состоялся первый выпуск учащихся. В 1967 году открыта подготовка специалистов экономического направления. Работы учащихся и работников техникума неоднократно выставлялись на Выставке достижений народного хозяйства (ВДНХ). В 1974 году техникум награждается дипломом первой степени. Большое внимание в техникуме уделялось международному сотрудничеству. Начиная с 1976 года осуществлялся в течение 15 лет обмен студентами с инженерной школой г. Гласхютте (Германия). Спустя два года, техникум представлен на выставке ВДНХ в павильоне «Народное образование». За достигнутые успехи коллектив был награждён Дипломом Почета ВДНХ СССР.
В 1986 году построено здание, в котором разместился учебно-вычислительный центр и новые лаборатории по микропроцессорной технике. Компьютер стал настоящим спутником преподавателей и учащихся при проведении занятий.
В начале 90-х техникум перешёл на новые учебные планы и систему подготовки и переименован в Новочеркасский Электромеханический колледж. Был обеспечен переход на многоуровневую (многоступенчатую) подготовку специалистов. Постоянно расширялся перечень специальностей, по которым обучали в стенах учебного заведения. 
В 1991 колледж преобразовался в Политехнический. Через год в составе колледжа открылся педагогический факультет.
Колледж переименован в Промышленно — Гуманитарный в 1993. В это время на базе колледжа открыт региональный учебный центр непрерывного профессионального образования (РУЦНПО) в составе: дошкольные учреждения, школа, колледж. На базе колледжа открыт Учебно-деловой центр Морозовского проекта. Установлены связи с Центром открытого образования и Колледжем технологии и искусства (г. Кармартен, Великобритания).
В 1995 колледж получил грант Агентство США по Международному Развитию (USAID) на создание информационного центра, благодаря которому обучаемые получили возможность шире использовать компьютерные технологии в изучении специальных дисциплин и изучать профессиональные автоматизированные системы.
Через год Мировой банк оказал колледжу гуманитарную помощь, позволившую приступить к созданию веб-сервера Internet.
В 1998 году Институт открытого общества (Фонд Сороса) выделил грант по программе Internet, предусматривающий подключение компьютерного класса колледжа к Internet по выделенному каналу.
В соответствии с уставом, утверждённым Министерством Образования Российской Федерации от 04.04.2002, колледж получил статус Государственное Образовательное Учреждение Среднего Профессионального Образования «Новочеркасский Государственный Промышленно-Гуманитарный Колледж» (ГОУ СПО «НГПГК»).
В ноябре 2003 года НГПГК награждён французской Золотой медалью Ассоциации содействия промышленности (SPI), за высокие достижения и признание эффективной работы колледжа, его авторитета на внутреннем и внешнем рынках, за высокое качество товаров и услуг.
В соответствии с приказом федерального агентства по образованию от 29.12.2006 г. № 1702, ГОУ СПО «НГПГК» переименовывается в ФГОУ СПО «НПГК».
На основании приказа Министерства общего и профессионального образования Ростовской области от 05.12.2014 № 748 и в связи с регистрацией новой редакции Устава колледж переименован в государственное бюджетное профессиональное образовательное учреждение Ростовской области «Новочеркасский промышленно-гуманитарный колледж» (ГБПОУ РО «НПГК»).
В сентябре 2016 года на базе отделения ДПО НПГК состоялось открытие детского развивающего центра «Хогвартс», для детей от 3-х лет.

## Специальности
Обучение по специальностям  осуществляется на отделениях.

### Очной формы обучения по подготовке специалистов среднего звена
- 52.02.01 Дизайн (по отраслям: в промышленности)
- 13.02.11 Техническая эксплуатация и обслуживание электрического и электромеханического оборудования (по отраслям)
- 15.02.08 Технология машиностроения
- 23.02.03 Техническое обслуживание и ремонт автомобильного транспорта
- 09.02.01 Компьютерные системы и комплексы
- 09.02.03 Программирование в компьютерных системах
- 27.02.02 Техническое регулирование и управление качеством

### Очной формы обучения по подготовке квалифицированных рабочих, служащих
- 100116.01 (43.01.02) Парикмахер
- 150709.02 (15.01.05) Сварщик (ручной и частично механизированной сварки (наплавки)
- 270839.01 (08.01.14) Монтажник санитарно-технических, вентиляционных систем и оборудования
- 260807.01 (19.01.17) Повар, кондитер

### Заочного обучения
- 44.02.02 Преподавание в начальных классах
- 23.02.03 Техническое обслуживание и ремонт автомобильного транспорта
- 38.02.01 Экономика и бухгалтерский учет (по отраслям)
- 38.02.05 Товароведение и экспертиза качества потребительских товаров
- 13.02.10 Электрические машины и аппараты
- 13.02.11 Техническая эксплуатация и обслуживание электрического и электромеханического оборудования (по отраслям)
- 15.02.08 Технология машиностроения
- 27.02.02 Техническое регулирование и управление качеством
- 19.02.10 Технология продукции общественного питания

### Дополнительного профессионального образования
- Оксфордский курс английского языка
- Педагогика и методика дошкольного образования
- Основы предпринимательства и бизнес-планирование
- Пользователь компьютерной программы САПР "Компас 3D"
- 1С: Предприятие 8.3
- Управление персоналом
- Лаборант по анализу газов и пыли
- Кладовщик
- Повар
- Парикмахер

## Награды
- 1978 - Дипломом Почета ВДНХ СССР
- 2003 - "Золотая медаль SPI", "За высокие достижения и признание эффективной работы колледжа, его авторитета на внутреннем и внешнем рынках, за высокое качество товаров и услуг"
- 2007 - "Международный Приз", "За выдающиеся достижения в управлении предприятиями и организациями"

## Контакты
- 346405, г. Новочеркасск, Высоковольтная ул., д. 1.
- тел.: (86352) 3-28-67, 3-28-90, 3-25-76, 3-21-55[5]
- факс: (86352) 3-30-47